# Таблет-рачунар
Таблет-рачунар (енгл. tablet computer) или само таблет је мобилни рачунар. Он је већи од мобилног телефона или личног дигиталног помоћника. 
Овај уређај је интегрисан у раван екрана осетљивог на додир, и њиме се првенствено управља додиривањем екрана. Физичка тастатура се не користи. Уместо тога се често користи виртуелна тастатура на екрану, помоћу пасивне стилус оловке или дигиталне оловке.